# Aldo Di Gennaro
Aldo Di Gennaro (Milán, Italia, 20 de abril de 1938) es un historietista e ilustrador italiano.

## Biografía
A los catorce años de edad empezó a realizar carteles para salas de cine. Asistió a cursos nocturnos de la Academia de Bellas Artes de Brera. En 1956, comenzó a colaborar con el estudio de Roy D'Amy, donde trabajó con Sergio Tuis y Renzo Calegari realizando historietas encargadas por la editorial británica Fleetway.
En 1961, empezó a trabajar para el Corriere dei piccoli también, ilustrando una versión de la novela Viaje al centro de la Tierra de Jules Verne e historietas como Il treno del sole, escrita por Renée Reggiani, Il piccolo cow-boy, Piccole donne, Fortebraccio y varias historietas autoconclusivas. En los años 70 dibujó la serie Il Maestro, con guion de Mino Milani. Tras trabajar para la revista Corrier Boy, decidió interrumpir su actividad de historietista para dedicarse a tiempo completo a la ilustración, colaborando con La Domenica del Corriere y otras revista. También ilustró las portadas de novelas editadas por Rizzoli y Club degli Editori.
En los años 90 comenzó una larga colaboración con la editorial Bonelli, ilustrando la Collana Almanacchi, la edición de 2008 de la novela de Gian Luigi Bonelli Il massacro di Goldena y las portadas de Le Storie. Además, dibujó historias breves de Dylan Dog y Tex.
Está casado y es padre de un hijo.